# Mangrovie del Madagascar
Le mangrovie del Madagascar sono una ecoregione terrestre (codice ecoregione: AT1404) presente lungo la costa occidentale dell'omonima isola. Occupano una sottile striscia costiera, che si estende in lunghezza per circa 1000 km, spesso associate con la presenza di barriere coralline, che proteggono le mangrovie dalle onde oceaniche. Le mangrovie, a loro volta, trattengono sedimenti che potrebbero danneggiare le barriere e le praterie marine. La regione è inclusa nella lista Global 200 con il nome di Mangrovie del Madagascar.

## Territorio

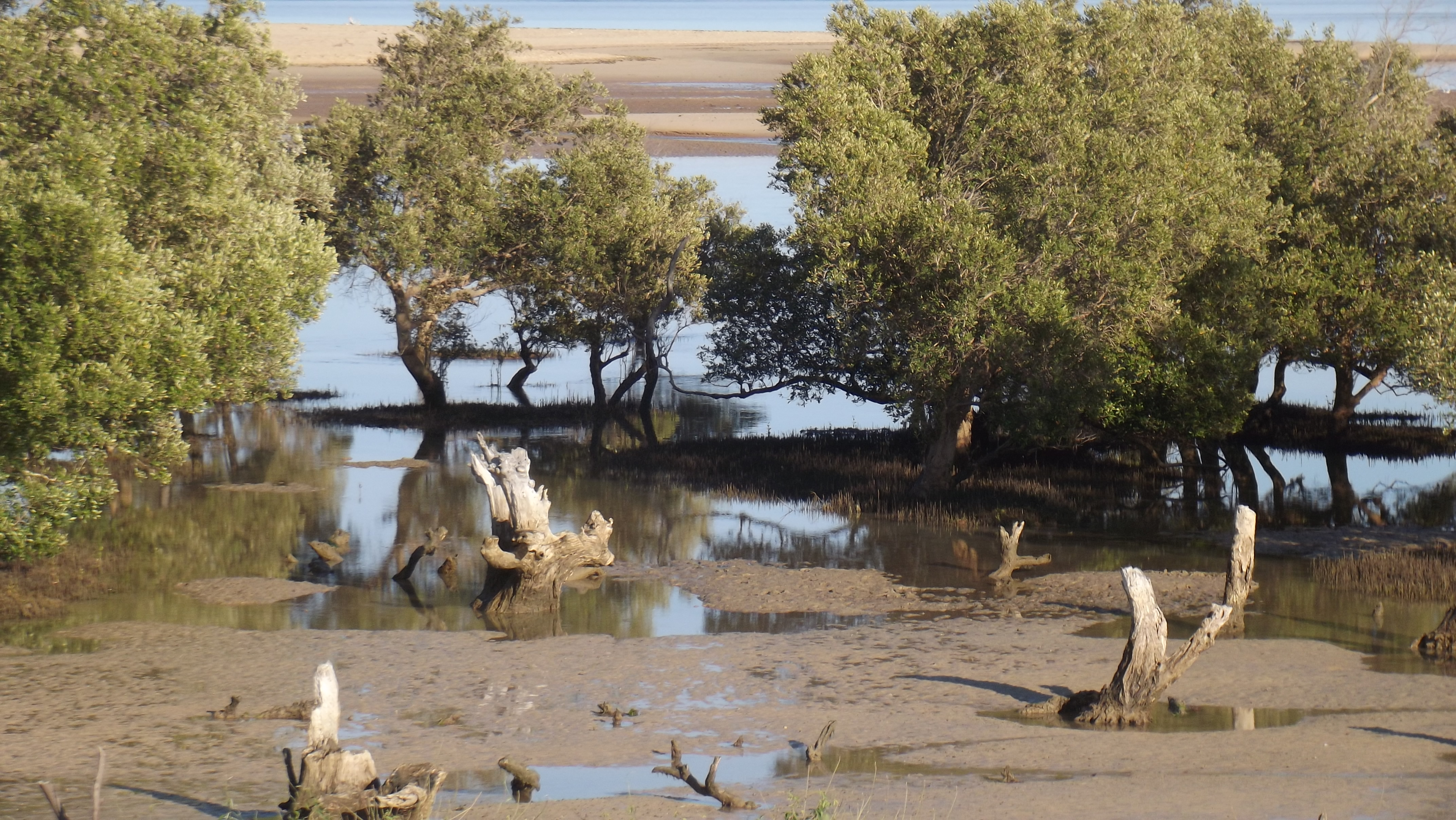
Mangrovie sulla costa occidentale del Madagascar tra Ifaty e Belalanda

Le mangrovie si verificano in una vasta gamma di condizioni ambientali e climatiche, favorite dalla presenza di una piattaforma costiera bassa, da una alta escursione di marea (fino a 4 m) e da una costante fornitura di acqua dolce da parte di numerosi fiumi, tra cui i principali sono il Mangoky, la Tsiribihina e il Betsiboka, che portano anche un elevato carico di limo che si deposita lungo la costa.
Le mangrovie più estese si trovano a Mahajamba Bay, Bombetoka, Mahavavy, Soalala e Maintirano.

## Flora
La maggior parte delle specie presenti appartengono a quattro famiglie: Rhizophoraceae (Rhizophora mucronata, Bruguiera gymnorrhiza e Ceriops tagal), Acanthaceae (Avicennia marina), Lythraceae (Sonneratia alba) e Combretaceae (Lumnitzera racemosa). Altre specie presenti sono Xylocarpus granatum (Meliaceae) e Heritiera littoralis (Malvaceae).

## Fauna
Parecchi uccelli endemici del Madagascar popolano le mangrovie e le zone umide associate. Tra queste vi sono l'airone di Humblot (Ardea humbloti), l'alzavola di Bernier (Anas bernieri), il corriere del Madagascar (Charadrius thoracicus), l'aquila pescatrice del Madagascar (Haliaeetus vociferoides) e il martin pescatore malachite del Madagascar (Corythornis vintsioides). Questo habitat è inoltre importante per numerose specie migratrici quali il corriere grosso (Charadrius hiaticula), il droma (Dromas ardeola), la pivieressa (Pluvialis squatarola), la spatola africana (Platalea alba) e l'airone bianco maggiore (Ardea alba).
Alcune tartarughe marine, principalmente la tartaruga verde (Chelonia mydas) e la tartaruga embricata (Eretmochelys imbricata), nidificano lungo la costa occidentale e possono occasionalmente essere avvistate nelle mangrovie, così come il dugongo (Dugong dugon)  e il coccodrillo del Nilo (Crocodylus niloticus).
Si osserva una elevata biodiversità anche tra i pesci (Mugilidae, Serranidae, Carangidae, Gerridae, Hemiramphidae e Elopidae), i molluschi e i crostacei.